# أم مليحة
قرية أم مليحة بالإنجليزية (Ummilaiha) هي إحدى قرى الريف السوداني الهادئة.

## الموقع
تقع قرية أم مليحة في جمهورية السودان الديمقراطية في ولاية الجزيرة محلية الحصاحيصا وتتبع لوحدة طابت الإدارية. تحدها من الشمال قرية الفريجاب ومن الشمال الشرقي قرية أم دوانة ومن الشمال الغربي تحدها قرية الكريمت وفي جنوبها تقع قرية الطندبة وفي جنوبها الشرقي قرية الرفاعيات.

## التركيبة السكانية
يسكن قرية أم مليحة عدد من قبائل السودان إلا انهم يمثلون أسرة واحدة بترابطهم كلهم مسلمون.

## الخدمات التعليمية والدينية
يوجد بالقرية روضة تعليمية للأطفال. ويوجد بقرية أم مليحة مدرستان للمرحلة الأساسية:
1. مدرسة أبوداؤد الأساسية للبنين.
2. مدرسة سارة الأساسية للبنات.

ومدرسة ثانوية مشتركة.

## الخدمات والمنشاَت الصحية
في قرية أم مليحة مركز صحي متكامل يمثل نموذجاَ يحتذى به طبيب عام ومساعد طبي وقابلة ويعمل طوال أيام الأسبوع.

## التجارة والتسوق
في قرية أم مليحة سوق صغير يفتح أبوابه في الفترة الصباحية تباع فيه السلع الضرورية (لحوم وخضروات وفواكه) ويكفي لسد حاجة أهل القرية وفي بعض الأحيان يفد إليه بعض من سكان القرى المجاورة لها ليشتروا ما ينقصهم، أيضا يوجد بقرية أم مليحة العديد من المحلات التموينية لبيع المواد الغذائية بالجملة والتجزئة.

## الزراعة والرعي
معظم سكان قرية أم مليحة يمتهنون الزراعة كحرفة أساسية شأنهم شأن أهل السودان عموماَ وخاصة أهل الجزيرة بشقيها الزراعي والحيواني، ويوجد عدد لا بأس به من رؤوس الماشية.

## الصناعة
يهتم بعض سكان قرية أم مليحة بالجانب الصناعي ويولونه اهتماماً كبيراً بالرغم من تجاهل الدولة لهذا الجانب، وتنشط في القرية الغمليات الصناعية الانتاجية في عدد من المحلات الخاصة اذ توجد ورش للتصنيع المعدني الخفيف وأخرى لطحن الحبوب وصناعة الدقيق وأخرى لعصرها وإنتاج الزيوت.

## الرياضة والثقافة
يعرف عن سكان القرية حبهم للرياضة بصفة عامة وكرة القدم بصورة خاصة ويوجد بها فرق كثيرة يتنافسون فيما بينهم للفوز بالبطولة التي يقيمونها محلياً، تنشط الفعاليات الرياضية والثقافية خلال أيام الأعياد (عيد الفطر و عيد الاضحى ) فتقام الدورات الرياضية باسم أحد أفراد القرية الذين فارقوا هذه الدنيا خاصة الذين لم يمض على فقدهم وقت طويل.وفي القرية ثلاثه ملاعب كرة قدم